# تشارلز غرين (منافس ألعاب قوى)
تشارلز غرين (بالإنجليزية: Charles Green)‏ هو منافس ألعاب قوى أسترالي، ولد في 21 أغسطس 1921 في ألباني في أستراليا.

## وصلات خارجية
- تشارلز غرين على موقع أوليمبيديا (الإنجليزية)